# Hilaroleopsis minor
Hilaroleopsis minor är en skalbaggsart som beskrevs av Martins och Maria Helena M. Galileo 1997. Hilaroleopsis minor ingår i släktet Hilaroleopsis och familjen långhorningar.
Artens utbredningsområde är Venezuela. Inga underarter finns listade i Catalogue of Life.